# Црква Светог Саве у Сиоковцу
Црква Светог Саве у Сиоковцу, насељеном месту на територији града Јагодине, припада Епархији шумадијској Српске православне цркве.
Црква посвећена Светом Сави подигнута је 1938. године, у извесној мери као копија цркве Лазарице у Крушевцу. Иако је саграђена 1938. године, прва служба у њој је обављена на празник Три јерарха 1942. године, док је освећена тек 1959. године, од стране тадашњег Епископа шумадијског Валеријана.